# Powierzchnia nośna płata
Powierzchnia nośna płata – powierzchnia rzutu płata nośnego statku powietrznego na płaszczyznę poziomą, dająca siłę nośną. Powierzchnia nośna płatów stanowi główną powierzchnię odniesienia podczas wykonywania większości obliczeń związanych z aerodynamiką i mechaniką lotu. W literaturze zwykle oznaczana jest literą S.
Dla skrzydła prostokątnego wzór na jego powierzchnię nośną jest następujący:
{\displaystyle S=b*c}
gdzie:

b – rozpiętość skrzydła

c – długość rzutu poziomego cięciwy skrzydła.